# Ying Yang Forever
Ying Yang Forever è il sesto album in studio del duo hip hop statunitense Ying Yang Twins, pubblicato nel 2009.

## Tracce
Disco 1
1. We Back Intro - 0:29
2. Ying Yang Forever - 4:55
3. Yall Ain't Ready (feat. C-Moe) - 4:44
4. Centipede (feat. Lil Jon) - 4:16
5. Top Model - 3:50
6. Put It on Me (feat. Korey B.) - 4:02
7. Pop Da Trunk - 2:55
8. Mad (feat. Sydnee-Jane) - 3:29
9. I'm Still Hustlin' Intro - 0:55
10. I'm Still Hustlin' - 4:44
11. The Girl Is a Hoe - 3:14
12. So Cold (feat. C-Moe) - 4:22

Disco 2
1. Do It - 4:01
2. Holla at a Bitch - 3:17
3. Closet Freak (feat. Korey B.) - 2:31
4. Get a Lil Low (feat. Bizzy Bone) - 3:39
5. Earthquake - 3:35
6. Fever (Bonus Track) - 4:00